# Cyclopeltis semicordata
Cyclopeltis semicordata är en ormbunkeart som först beskrevs av Olof Peter Swartz, och fick sitt nu gällande namn av John Smith. Cyclopeltis semicordata ingår i släktet Cyclopeltis och familjen Lomariopsidaceae. Inga underarter finns listade.